# Dolina przegłębiona
Dolina przegłębiona – dolina lodowcowa ukształtowana w wyniku erozji lodowcowej, której fragment skalnego dna ma nachylenie przeciwne do generalnego spadku doliny. Doliny takie powstają w wyniku intensywnej erozji dna doliny przez lodowiec dolinny. Po ustąpieniu lodowca przegłębienie doliny najczęściej jest wypełniane wodą jezior lub osadami aluwialnymi, morenowymi i jeziornymi.
Największe alpejskie doliny takie jak dolina Innu zostały przegłębione w starszych epokach lodowych (starszych niż Würm – ostatnia epoka lodowa), a obecne płaskie dno o prawie jednostajnym spadku jest efektem wypełnienia skalnego żłobu lodowcowego młodymi osadami o niekiedy kilometrowej miąższości. Skalne dna tych dolin znajdują się nieraz poniżej poziomu morza (kryptodepresja).